# Gleb Pissarevski
Gleb Olegovitch Pissarevski (28 de junho de 1976, em Arkhangelsk) é um halterofilista da Rússia.
Nos Jogos Olímpicos de Verão de 2004, ele herdou uma medalha de bronze na categoria até 105 kg após a constatação do doping do húngaro Ferenc Gyurkovics.
No Campeonato Europeu de Halterofilismo de 2007 ele ganhou medalha de prata na categoria até 105 kg.